# Donald Cook

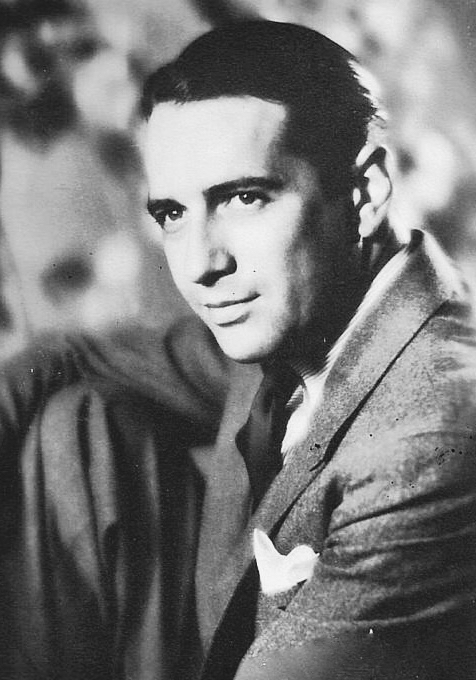
Donald Cook (1936)

Donald Cook (* 26. September 1901 in Portland, Oregon; † 1. Oktober 1961 in New Haven, Connecticut) war ein US-amerikanischer Schauspieler.

## Leben und Karriere
Donald Cook begann seine Showkarriere nach einem Besuch der University of Oregon in den frühen 1920er-Jahren in Vaudeville-Stücken. Sein Theaterdebüt gab der schwarzhaarige Darsteller vermutlich 1925 bei den Kansas City Community Players im Stück The Rivals. Bereits ein Jahr später war Cook erstmals am Broadway in New York zu sehen.
Mit dem Beginn des Tonfilmes Ende der 1920er-Jahre kam er nach Hollywood, wo er in kleineren B-Filmen sofort Hauptrollen erhielt. 1931 spielte er seine vielleicht bekannteste Rolle als Bruder von James Cagneys Hauptfigur im Gangsterfilm Der öffentliche Feind, der als ehrlicher und rechtschaffener Gesetzeshüter arm bleibt, während sein krimineller Bruder Cagney zum wohlhabenden Gangster aufsteigt. Außerdem war er ebenfalls 1931 als Geliebter von Dorothy Mackaill im provokanten Pre-Code-Film Safe in Hell zu sehen. In den folgenden Jahren spielte Cook vor allem in kleineren, heute vergessenen Kriminal- und Gangsterfilmen, wobei er sowohl Detektive als auch Mörder verkörperte. Ab Mitte der 1930er-Jahre übernahm der Schauspieler häufig neurotische Figuren, etwa als Ehemann von Helen Morgans Figur in Show Boat, der in Probleme gerät, da seine Ehefrau afroamerikanischer Herkunft ist.
Nachdem seine Filmkarriere zunehmend stagnierte und sich in B-Movies verloren hatte, wechselte er Ende der 1930er-Jahre wieder an den Broadway. Hier entwickelte sich seine Karriere wieder erfolgreich und erhielt teilweise Hauptrollen. Im Verlauf der 1940er-Jahre übernahm Cook neben seiner Theaterarbeit in unregelmäßigen Abständen Filmauftritte. Sein letzter Film war das Drama Unser eigenes Ich (1950), in dem er neben Ann Blyth und Farley Granger eine größere Nebenrolle innehatte. Anschließend verkörperte Cook noch einige Gastrollen im Fernsehen. 1951 feierte er seinen größten Bühnenerfolg in einer der Hauptrollen in der Uraufführung des Komödienhits The Moon is Blue, der 1953 als Wolken sind überall mit David Niven in Cooks Rolle verfilmt wurde. Sein letztes Stück am Broadway war Masquerade aus dem März 1959.
Donald Cook verstarb 1961, wenige Tage nach seinem 60. Geburtstag, an einem Herzinfarkt. Von 1937 bis zu seinem Tod war er mit Prinzessin Gioia Tasca di Cuto verheiratet. Für seine Filmarbeit erhielt er einen Stern auf dem Hollywood Walk of Fame.

## Filmografie (Auswahl)
- 1930: Roseland (Kurzfilm)
- 1931: Unfaithful
- 1931: Der öffentliche Feind (The Public Enemy)
- 1931: Leichtes Geld (Smart Money)
- 1931: The Mad Genius
- 1931: Safe in Hell
- 1931: Taxi!
- 1932: The Man Who Played God
- 1932: Frisco Jenny
- 1933: Private Jones
- 1933: The Kiss Before the Mirror
- 1933: Baby Face
- 1933: Fury of the Jungle
- 1934: The Ninth Guest
- 1934: Schrei der Gehetzten (Viva Villa!)
- 1934: Der Weg in Verderben (Fugitive Lady)
- 1935: The Night Is Young
- 1935: The Casino Murder Case
- 1936: The Girl from Mandalay
- 1936: Show Boat
- 1936: Can This Be Dixie?
- 1937: Circus Girl
- 1944: Patrick the Great
- 1945: Here Come the Co-eds
- 1945: Blonde Ransom
- 1950: Unser eigenes Ich (Our Very Own)
- 1952–1953: Lux Video Theatre (Fernsehserie, 3 Folgen)
- 1959: Too Young to Go Steady (Fernsehserie, 7 Folgen)